# Morné du Plessis
Morné du Plessis (Vereeniging, 21 de octubre de 1949) es un ex–jugador sudafricano de rugby que se desempeñaba como octavo. Fue hijo del también destacado jugador de rugby Félix du Plessis.
Du Plessis es considerado uno de los mejores jugadores de la historia debido a su liderazgo como capitán; agresivo juego, carisma, entrega y disciplina. Desde 2015 es miembro del World Rugby Salón de la Fama.

## Biografía
Además de la carrera deportiva de su padre, su madre integró la selección de hockey sobre hierba y sus dos hermanos llegaron a jugar en la selección de fútbol. Estudió en la Universidad de Stellenbosch donde reinaba el racismo más conservador de los afrikáners, sin embargo Du Plessis rechazaba públicamente el apartheid.
Jugó toda su carrera en Western Province. Siempre con un fuerte y agresivo juego, lesionó de un tackle a la estrella Naas Botha.
Como directivo de la South African Rugby Union y presidente de la comisión del seleccionado, apoyó la designación de Kitch Christie como entrenador y presionó para que Chester Williams sea convocado al Mundial de 1995.
Compañero hasta el final, junto a Francois Pienaar y otros, cargó el ataúd de Joost van der Westhuizen.

## Selección nacional
Fue convocado a los Springboks por primera vez en julio de 1971 para enfrentar a los Wallabies y disputó su último partido en noviembre de 1980 contra Les Bleus.
Tras el retiro de Hannes Marais en julio de 1974, fue nombrado capitán del seleccionado y lo fue hasta su último partido. En estos seis años, de los 15 partidos que lideró, ganó trece. Su mayor logro fue ante los British and Irish Lions con la victoria 3–1 en la Gira de 1980 y es el único caso de Sudáfrica en la que padre e hijo fueron capitanes de los Springboks.
En total jugó 22 partidos y marcó 12 puntos productos de tres tries (un try valió 4 puntos hasta 1992).